# Matériel à essieux parallèles

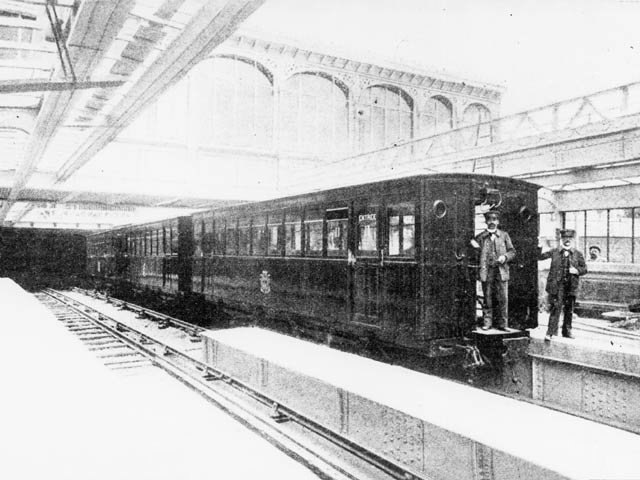
Rame à l'inauguration (Bastille).

Le matériel à essieux parallèles constitue le premier matériel roulant du métro parisien, en service de 1900 à 1931, dont la caisse était fabriquée en bois.
Les motrices ont été transformées dans les années 1910 en motrices à bogies, les rendant similaires à celles des séries 200 à 400.

## Histoire

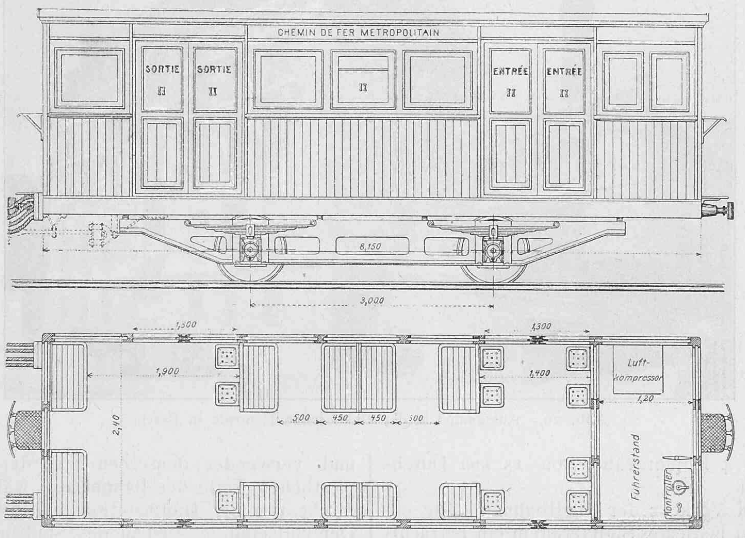
Schéma technique d'une motrice à une loge et portes doubles.

### Les motrices d'origine
Série M no 1 à 34 et 51 à 56 construites par Blanc-Misseron en 1899. Il s'agit de voitures courtes (8 m de long) à deux essieux équipées d'un système Thomson ou Westinghouse ne permettant pas la marche en unités multiples. De ce fait, une rame à quatre voitures dont une motrice n'occupait que la moitié des stations.

### Les motrices à deux loges

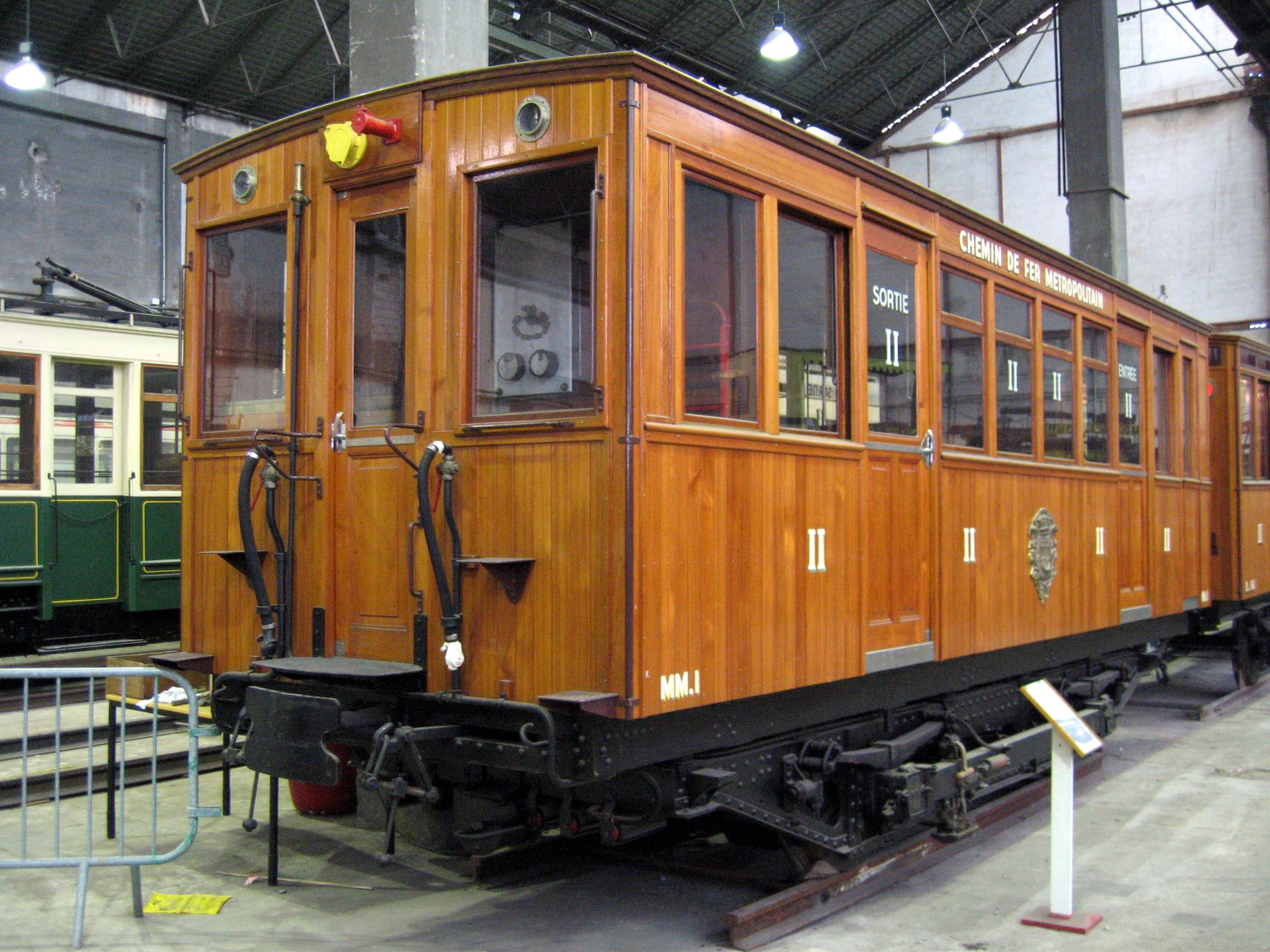
Motrice MM 1 à deux loges de conduite au musée des transports urbains.

Série MM no 1 à 12 construites par Blanc-Misseron en 1899. Il existait des motrices à deux loges destinées aux ébauches des lignes 2 et 6 (numéros actuels) mises en service fin 1900. Arrivées au terminus, les motrices réversibles changeaient de bout comme les tramways de l'époque.

### Les Thomson-double
En 1901 et 1902, sont construites par Blanc-Misseron les nouvelles motrices à deux essieux série 100 et 200 qui sont équipées du système Thomson-double permettant de faire fonctionner deux motrices en unité multiple (trains de huit voitures). Ce système a l'inconvénient de fonctionner entièrement sous haute tension (600 V) et la puissance des motrices est juste suffisante. En cas d'incident, le déplacement d'une rame avariée est problématique.
Tous ces défauts sont à l'origine de l'accident de métro du 10 août 1903 à la station Couronnes qui provoque la mort de 84 personnes par asphyxie consécutive à un incendie. Douze voitures sont détruites.
Les motrices d'origine et les Thomson-Double ont vu leur loge de conduite en bois remplacée par une en acier à la suite de cette catastrophe.

### La fin des motrices à essieux
Comme deux motrices à bogies 301 et 302 étaient en cours d'essai en 1903, il est décidé de transformer toutes les motrices M1 à essieux à une loge en motrices à bogies. En fait, on ne garde d'origine que les moteurs, les équipements TH-d et les portes, cette opération est terminée en 1912. Il ne reste que les petites motrices à deux loges MM1 affectées jusqu'en 1950 aux trains de travaux puis démolies.
Dans les années 1930, les motrices M1 sont à nouveau reconstruites et dotées de nouvelles caisses similaires à celles des Sprague-Thomson,

### Les remorques à essieux

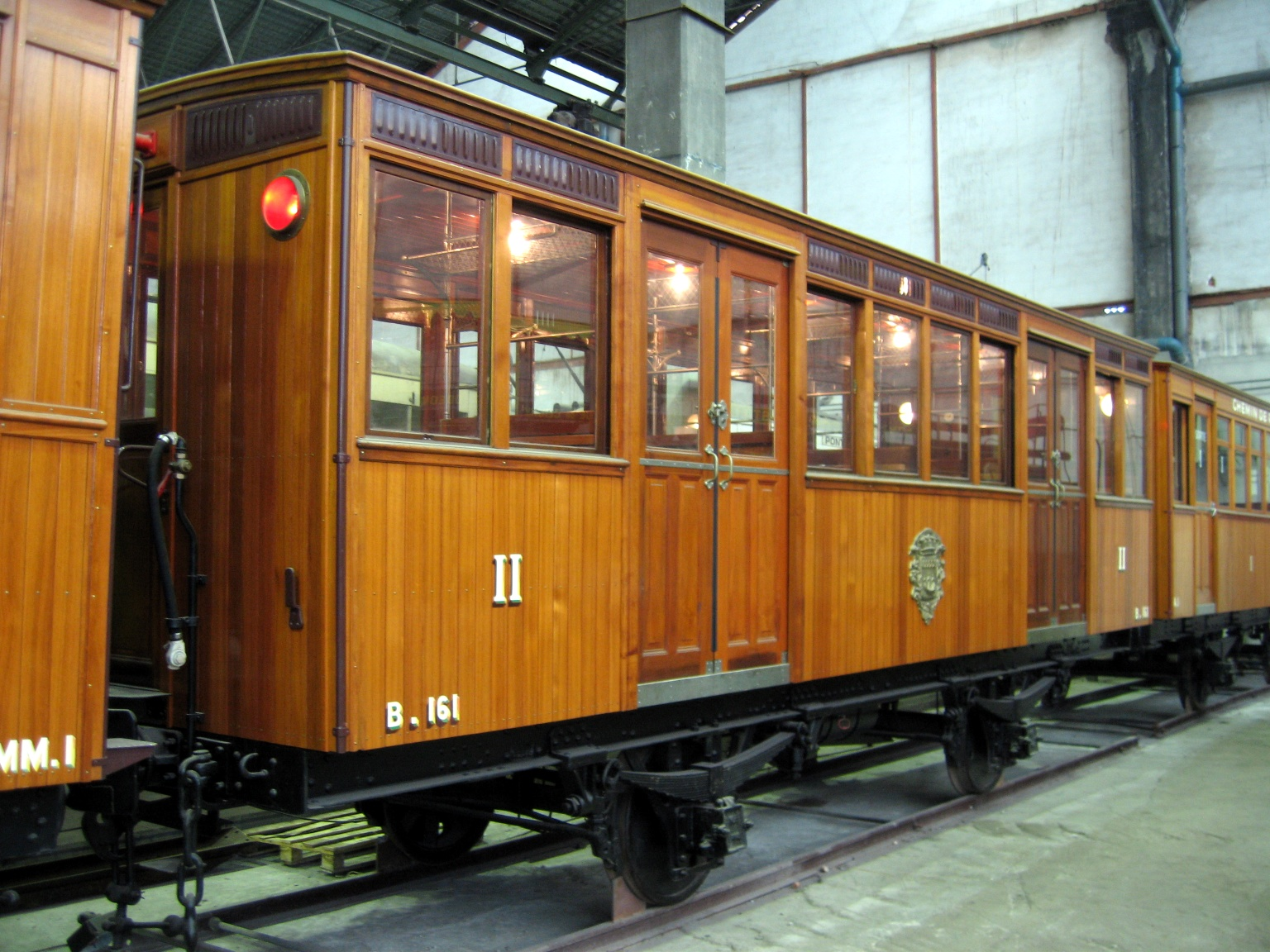
Remorque B161 au musée des transports urbains.

Le parc comprenait de nombreuses remorques à deux essieux construites de 1899 à 1903. Après l'incendie du métro Couronnes, le nombre de remorques par train est réduit. Les châssis sont transformés en wagons plats pour le service de la voie tandis que les caisses prennent place sur les nouvelles motrices 300. Les remorques subsistantes ne circulent plus que sur les lignes 2, 5 et 6 après 1914. Les dernières sont retirées après 1931.
Une remorque sera récupérée pour assurer des trajets par la route, tractée par des bœufs entre Créances et sa plage dite « Printania-Plage » ; elle recevra des essieux en bois pour l'occasion.

## État de parc

### Motrices à essieux M
| Mise en service | Numéros | Longueur de caisse (m) | Longueur de loge (m) | Portes par face | Masse (t) à vide | Nombre de voyageurs      | Remarques                                                                                        |
| --------------- | ------- | ---------------------- | -------------------- | --------------- | ---------------- | ------------------------ | ------------------------------------------------------------------------------------------------ |
| 1900            | 1-34    | 8,150                  | 0,801                | 2               | 18,5             | 45 (20 assis, 25 debout) | Rallongées à 10,850 m en 1904 puis à 13,350 m et équipées de bogies en 1910                      |
| 1901            | 51-56   | 8,150                  | 0,801                | 2               | 18,5             | 45 (20 assis, 25 debout) | Rallongées à 10,850 m en 1904 puis à 13,350 m et équipées de bogies en 1910                      |
| 1901-1903       | 101-144 | 8,450                  | 1,400                | 3               | 18,5             | 45 (20 assis, 25 debout) | Thomson-double, rallongées à 10,850 m en 1904 puis à 13,350 m et équipées de bogies en 1905      |
| 1901-1903       | 201-233 | 8,450                  | 1,485                | 3               | 18,5             | 45 (20 assis, 25 debout) | Thomson-double, rallongées à 10,850 m en 1904 puis à 13,350 m et équipées de bogies en 1911-1912 |

### Motrices à essieux MM
| Mise en service | Numéros | Longueur de caisse (m) | Longueur de loge (m) | Portes par face | Masse (t) à vide | Nombre de voyageurs      | Remarques |
| --------------- | ------- | ---------------------- | -------------------- | --------------- | ---------------- | ------------------------ | --------- |
| 1900            | 1-12    | 7,680                  | 0,801                | 3               | 16,5             | 35 (20 assis, 15 debout) |           |

### Motrices à bogies, série 200
| Mise en service | Numéros | Longueur de caisse (m) | Longueur de loge (m) | Portes par face | Masse (t) à vide | Nombre de voyageurs      | Remarques                     |
| --------------- | ------- | ---------------------- | -------------------- | --------------- | ---------------- | ------------------------ | ----------------------------- |
| 1906            | 57-80   | 10,920                 | 2,5                  | 3               | 26,3             | 56 (26 assis, 30 debout) | Rallongées à 13,350 m en 1912 |
| 1906            | 245-280 | 10,920                 | 2,5                  | 3               | 24,4             | 56 (26 assis, 30 debout) | Rallongées à 13,350 m en 1912 |
| 1905            | 281-300 | 10,850                 | 2,430                | 3               | 25,4             | 56 (26 assis, 30 debout) | Rallongées à 13,350 m en 1911 |

### Motrices à bogies, série 300
| Mise en service | Numéros | Longueur de caisse (m) | Longueur de loge (m) | Portes par face | Masse (t) à vide | Nombre de voyageurs      | Remarques                     |
| --------------- | ------- | ---------------------- | -------------------- | --------------- | ---------------- | ------------------------ | ----------------------------- |
| 1902-1903       | 301-302 | 11,150                 | 2,5                  | 3               | 26,3             | 55 (25 assis, 30 debout) | Prototypes                    |
| 1903-1904       | 303-329 | 10,850                 | 2,430                | 3               | 24,5             | 56 (26 assis, 30 debout) |                               |
| 1904            | 330-389 | 10,850                 | 2,430                | 3               | 24,5             | 56 (26 assis, 30 debout) | Rallongées à 13,350 m en 1910 |

### Motrices à bogies, série 400
| Mise en service | Numéros | Longueur de caisse (m) | Longueur de loge (m) | Portes par face | Masse (t) à vide | Nombre de voyageurs      | Remarques |
| --------------- | ------- | ---------------------- | -------------------- | --------------- | ---------------- | ------------------------ | --------- |
| 1904            | 401-490 | 13,350                 | 2,5                  | 3               | 26,5             | 75 (25 assis, 50 debout) |           |

À partir de la 491, le système électrique est fourni par Sprague-Thomson, les classant de ce fait comme des « Sprague-Thomson ».

### Remorques
Il existe trois types de remorques :
- A : remorque de première classe ;
- B : remorque de seconde classe ;
- Am : remorque mixte, une cloison séparant les deux classes.

| Mise en service | Type | Numéros          | Longueur de caisse (m) | Portes par face | Masse (t) à vide | Nombre de voyageurs      | Remarques                                                              |
| --------------- | ---- | ---------------- | ---------------------- | --------------- | ---------------- | ------------------------ | ---------------------------------------------------------------------- |
| 1900            | A    | 1-31             | 8,800                  | 2               | 8,5              | 56 (26 assis, 30 debout) | Portes agrandies en 1902                                               |
| 1901-1903       | A    | 101-153, 161-180 | 8,350                  | 2               | 8,5              | 55 (25 assis, 30 debout) | -                                                                      |
| 1901            | A    | 1001             | 7,5                    | 2               | 7,8              | 49 (19 assis, 30 debout) | Transformée ultérieurement en B.2005.                                  |
| 1900            | B    | 1-74             | 8,730                  | 2               | 8,5              | 56 (26 assis, 30 debout) | Portes agrandies en 1902                                               |
| 1901-1903       | B    | 101-247          | 8,350                  | 2               | 8,5              | 55 (25 assis, 30 debout) | -                                                                      |
| 1901            | B    | 2001-2004        | 7,5                    | 2               | 7,8              | 49 (19 assis, 30 debout) | -                                                                      |
| 1900            | Am   | 1-10             | 7,440                  | 2               | 7,8              | 50 (20 assis, 30 debout) | Transformées en 1901 en voitures à classe unique : A.32-38 et B.75-77. |

## La rame historique de la RATP
La rame historique à caisses en bois est composée de trois voitures à essieux. L'une, reconstituée par l'AMTUIR dans son état de 1903, est la remorque B161, incendiée à Couronnes. Son châssis a été récupéré après un siècle de service en tant que wagon plat dans les trains de travaux ; sa caisse provient d'une motrice 300, elle aussi convertie comme motrice de trains de travaux. Les deux autres sont la motrice M1 et la remorque de 1re classe A1 dans leur état de 1900, reconstruites par la Régie autonome des transports parisiens (RATP) pour le centenaire du réseau. Cette rame non motorisée participe à des expositions.